# Грау, Мигель

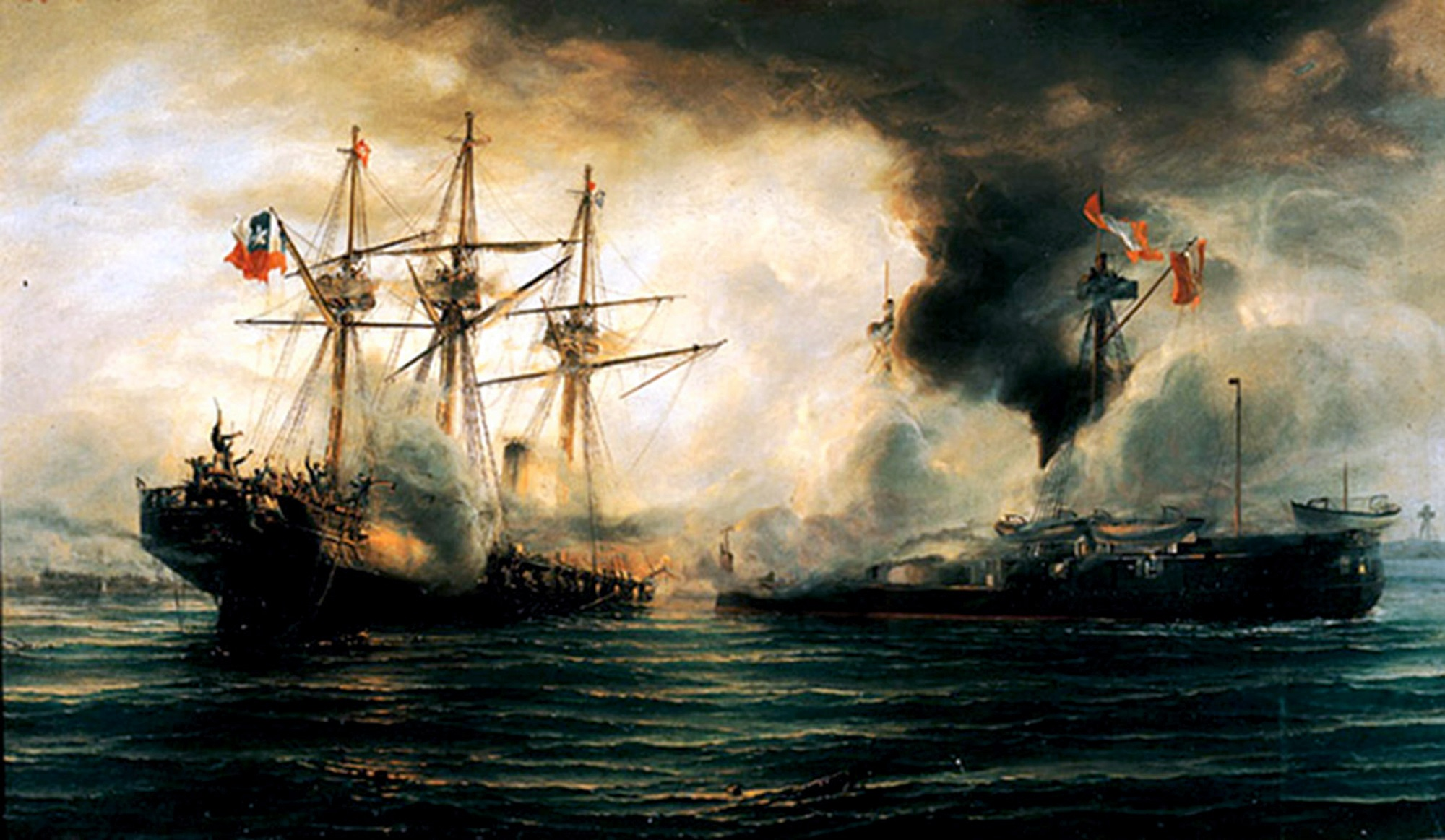
Потопление корвета «Esmeralda» в Сражении под Икике 21 мая 1879

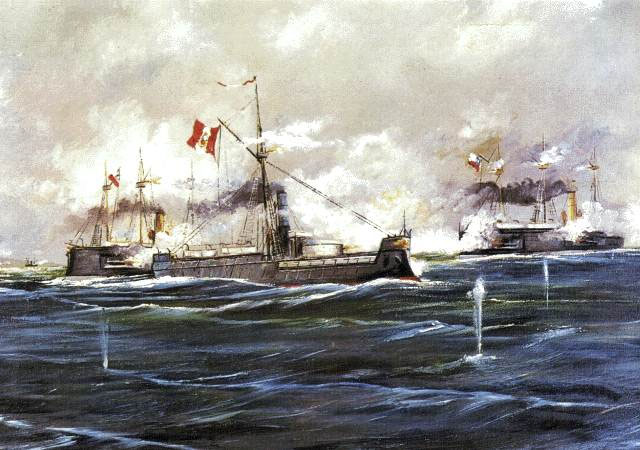
«Уаскар» в битве под Ангамос

Мигель Грау Семинарио (исп. Miguel Grau Seminario; 27 июля 1834, Пайта — 8 октября 1879, Боливия) — перуанский адмирал, герой войны с Чили. Один из самых известных военно-морских офицеров Южной Америки.

## Биография
Мигель Грау родился в городе Пайта в семье дона Хуана Мануэля Грау-и-Беррио — колумбийского офицера, прибывшего в страну во время войны за независимость Перу вместе с войсками Симона Боливара, который позже остался в стране, купил дом в Пайте и работал на таможне.
В юности Мигель Грау поступил в Навигационную Школу в Пайте, а первое своё плавание совершил в 9 лет на торговом судне «Tescua» следовавшего в Колумбию, но шхуна затонула, и он вернулся в Пайту. За следующие 10 лет, набираясь опыта, молодой Мигель Грау совершил множество плаваний на торговых судах в Океанию, Азию и Европу.
В 1853 году Грау оставил торговый флот и поступил на службу в военно-морской флот Перу в ранге кандидата в офицеры. Его карьера была быстрой и блестящей, в 1863 году он получил звание лейтенанта, а двумя годами спустя старшего лейтенанта.
В 1864 году Мигель Грау был отправлен в Европу для наблюдения за строительством судов для перуанского флота, одним из таких судов был знаменитый монитор «Уаскар».
После его возвращения в Перу он служил в объединённой флотилии Перу и Чили в войне против Испании, пытавшейся вернуть свои бывшие колонии. В 1865 году Грау получил звание капитана.
Вскоре он ненадолго покинул службу на флоте, поскольку был избран в Конгресс Перу от его родного города Пайта. В 1868 году после возвращения на флот он был вновь повышен в звании и назначен командовать «Уаскаром». В 1876 году вновь избрался в Конгресс Перу от Пайты.

## Вторая тихоокеанская война
В 1879 году началась Вторая Тихоокеанская война, в которой Чили при поддержке Великобритании воевали против Перу и Боливии с целью захвата месторождений селитры.
В ходе неё «Уаскар» под командованием уже контр-адмирала Мигеля Грау в течение шести месяцев атаковал чилийское побережье, нападая на транспорты и бомбардируя порты.
За это время «Уаскар» под командованием Грау:
- обстрелял и причинил разрушение портам Кобиха, Токопилья, Патильос, Мехильонес, Уанильос, Пунта-де-Лобо, Чаньяраль, Уаско, Кальдера, Кокимбо и Тальталь;
- потопил 16 чилийских транспортов;
- повредил чилийские боевые корабли «Blanco Encalada», «Abtao», «Magallanes» и «Matías Cousiño»;
- захватил в качестве трофеев корабли «Emilia», «Adelaida Rojas», «E. Saucy Jack», «Adriana Lucía», «Rímac» и «Coquimbo»;
- взял на «Rímac» в плен 260 кавалеристов вместе с лошадьми, оружием и снаряжением;
- вернул захваченные ранее чилийцами корабли «Clorinda» и «Caquetá»;
- расстрелял артиллерийскую батарею в Антофагасте.

Во время этой войны Мигель Грау стал полным адмиралом.
21 мая 1877 года «Уаскар» вместе с броненосцем «Индепенденсия» осуществлял блокаду порта Икике. В это же время туда направлялся чилийский конвой в составе корвета «Эсмеральда», шхуны «Ковадонга» и транспорта «Ламар» с 2500 солдатами на борту.
В ходе начавшегося сражения «Уаскар» сблизился с «Эсмеральдой» и трижды таранил её. Во время тарана капитан «Эсмеральды» Артуро Прат отдал приказ идти на абордаж, но в шуме боя его услышало только двое матросов, и вскоре эти трое чилийцев погибли в рукопашном бою на палубе «Уаскара».
Чилийский корвет утонул. Всего в этом бою чилийцы потеряли 135 человек погибшими, 62 ранеными против одного погибшего и 7 раненых у перуанцев.
Чилийцам стало ясно, что пока «Уаскар» действует на их коммуникациях, наступление на суше обойдется слишком дорого. Поэтому все силы были брошены на охоту за «Уаскаром».
8 октября 1879 года возле Пунта-де-Ангамос состоялось морское сражение, в котором «Уаскар» противостоял шести чилийским кораблям, в том числе казематным броненосцам «Бланко Энкалада» и «Альмиранте Кохрейн».
В этом бою удача отвернулась от Мигеля Грау — чилийский снаряд разорвался на мостике «Уаскара», при этом погибли адмирал и ещё несколько перуанских офицеров. «Уаскар» ещё некоторое время сопротивлялся, но, потерявший всех своих командиров, вскоре сдался противнику.
Мигель Грау сражался в этой войне, многие его действия заслужили уважение у врагов. Однажды в порту Антофагасты, прежде чем открыть огонь по заранее оказавшемся в проигрышном положении кораблю, Мигель Грау позволил команде этого корабля покинуть судно. За свою храбрость и методы ведения войны он был прозван «Рыцарем моря» (исп. Caballero de los Mares).
Несмотря на то что от тела адмирала мало что осталось после взрыва, его останки были собраны и с почестями захоронены чилийскими властями. В 1958 году его прах был перезахоронен в Перу. Похоронен на кладбище «Пастор Матиас Маэстро». Посмертно Мигелю Грау было присвоено специальное звание Великий адмирал Перу (исп. Gran Almirante del Perú).

## Памятники Мигелю Грау в Перу

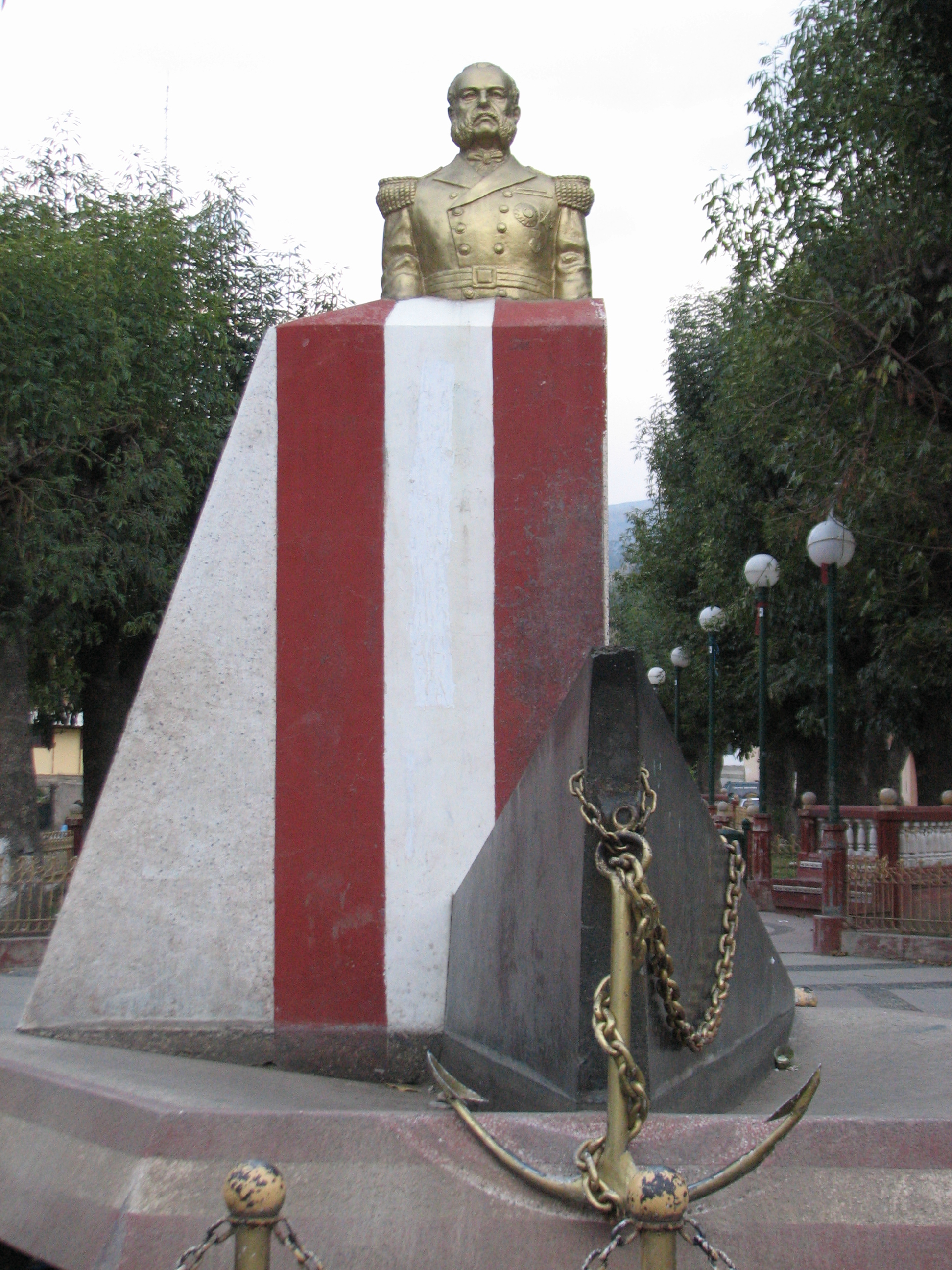
Памятник в Уарасе.
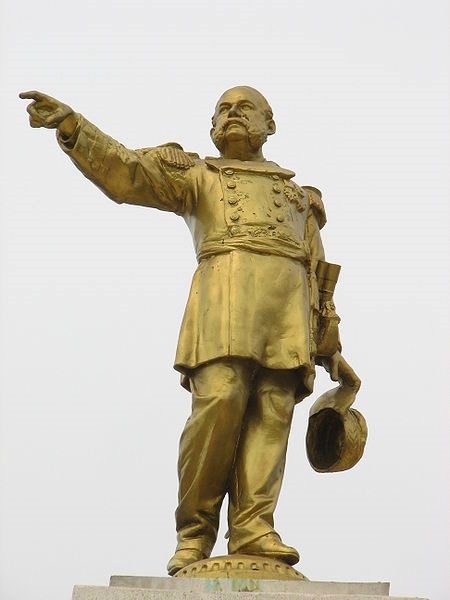
Памятник в Пукальпае.
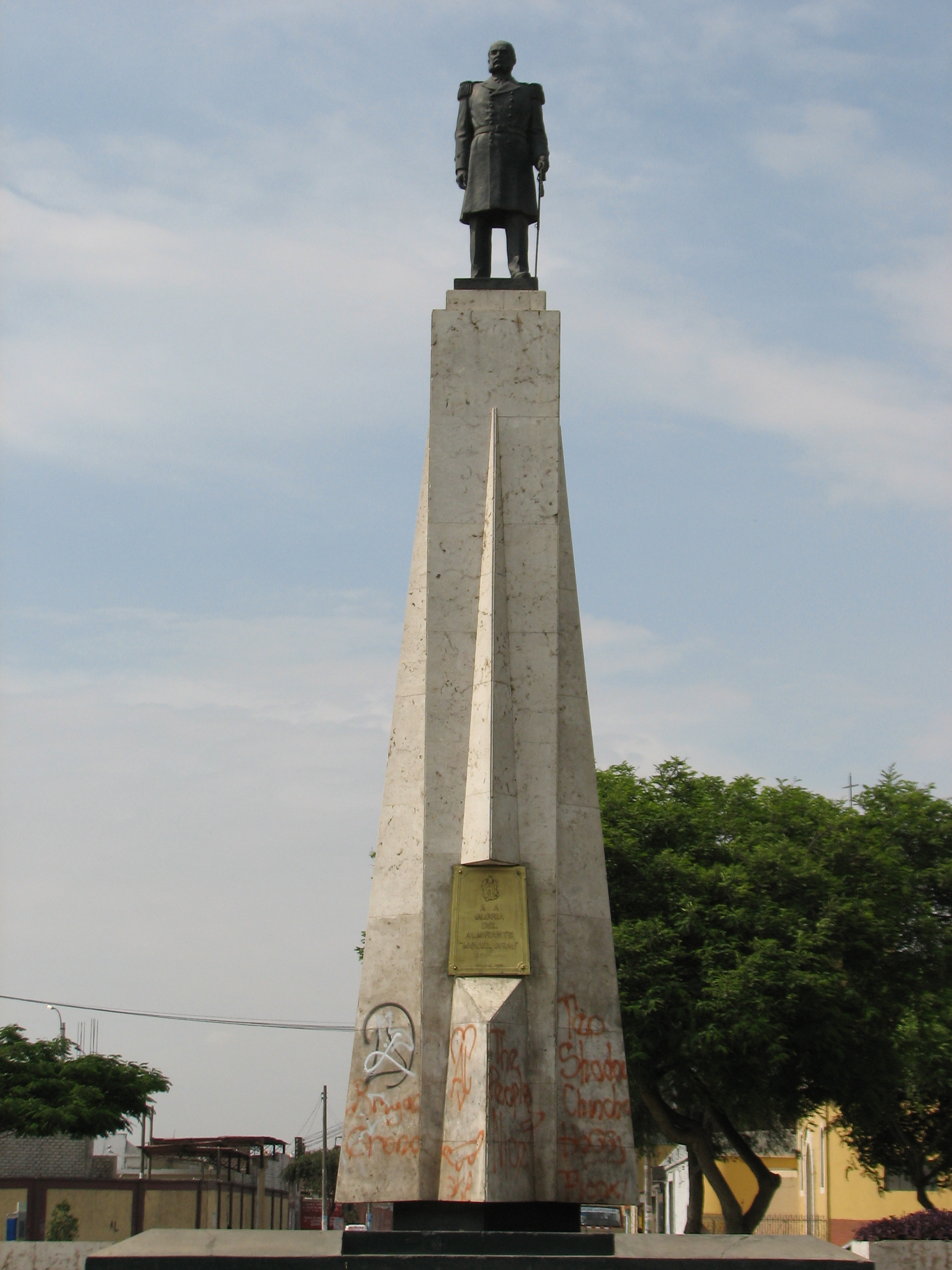
Памятник в Трухильо.
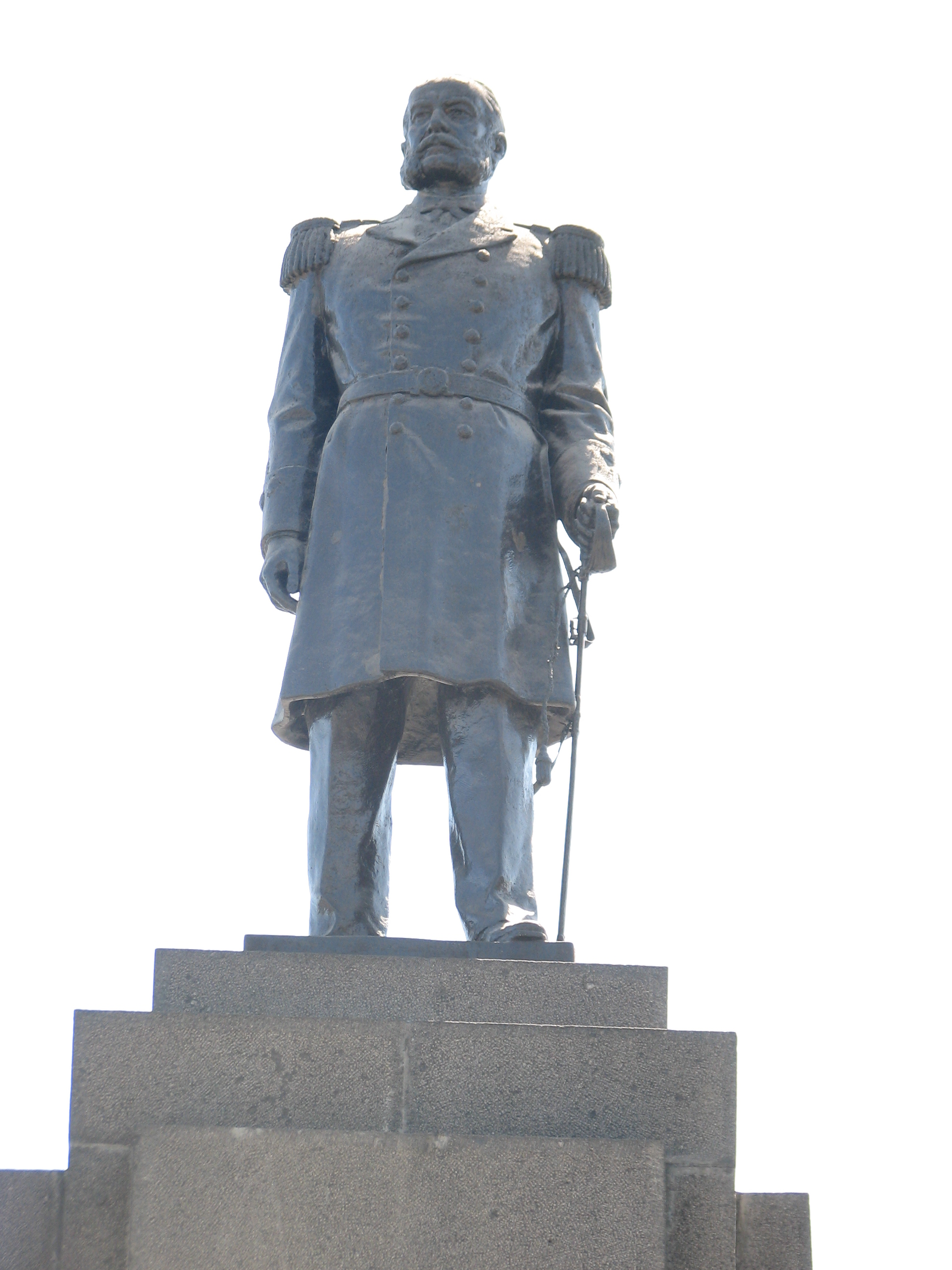
Памятник в Арекипе.
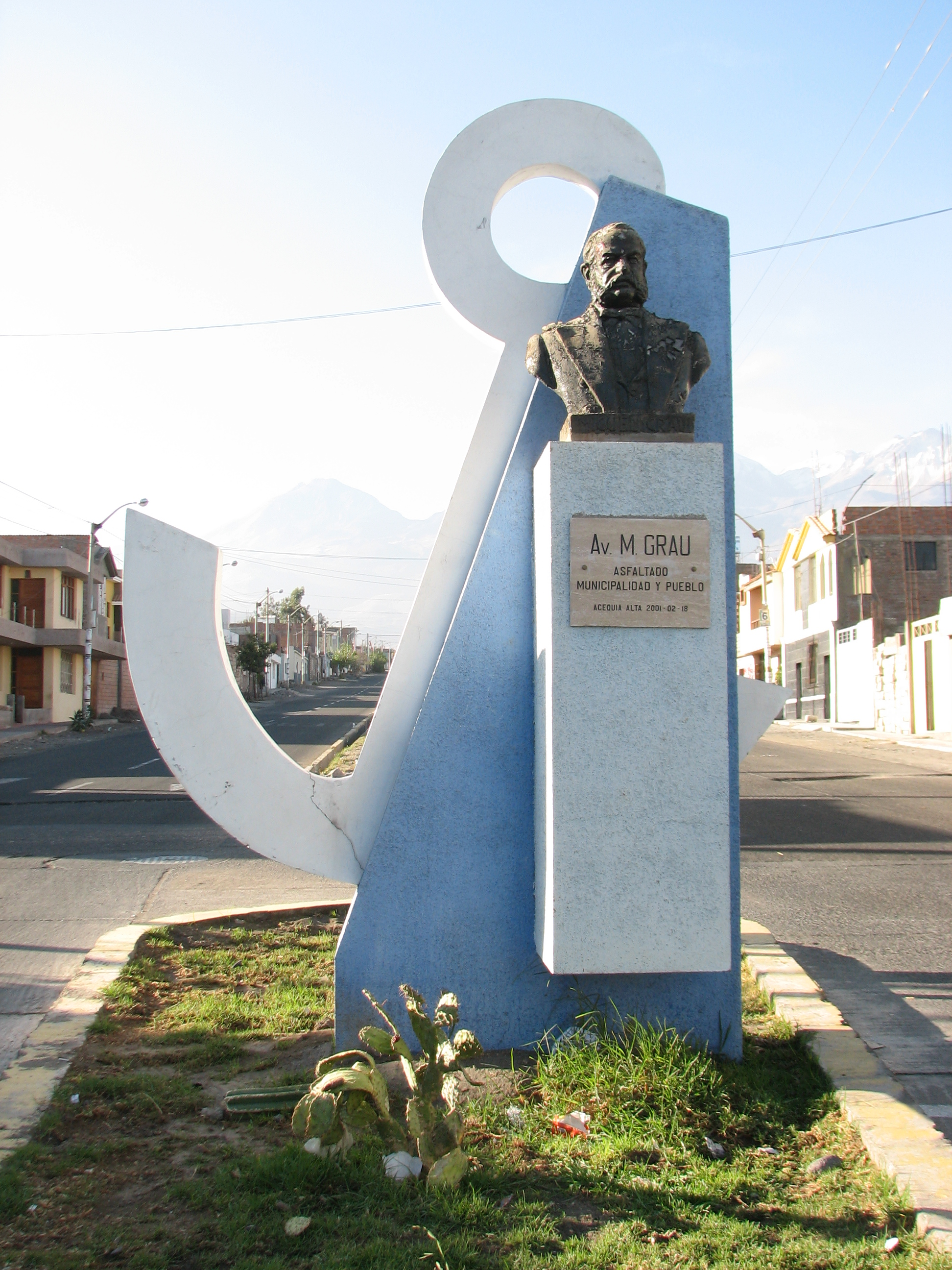
Памятник в Альта Авениде.
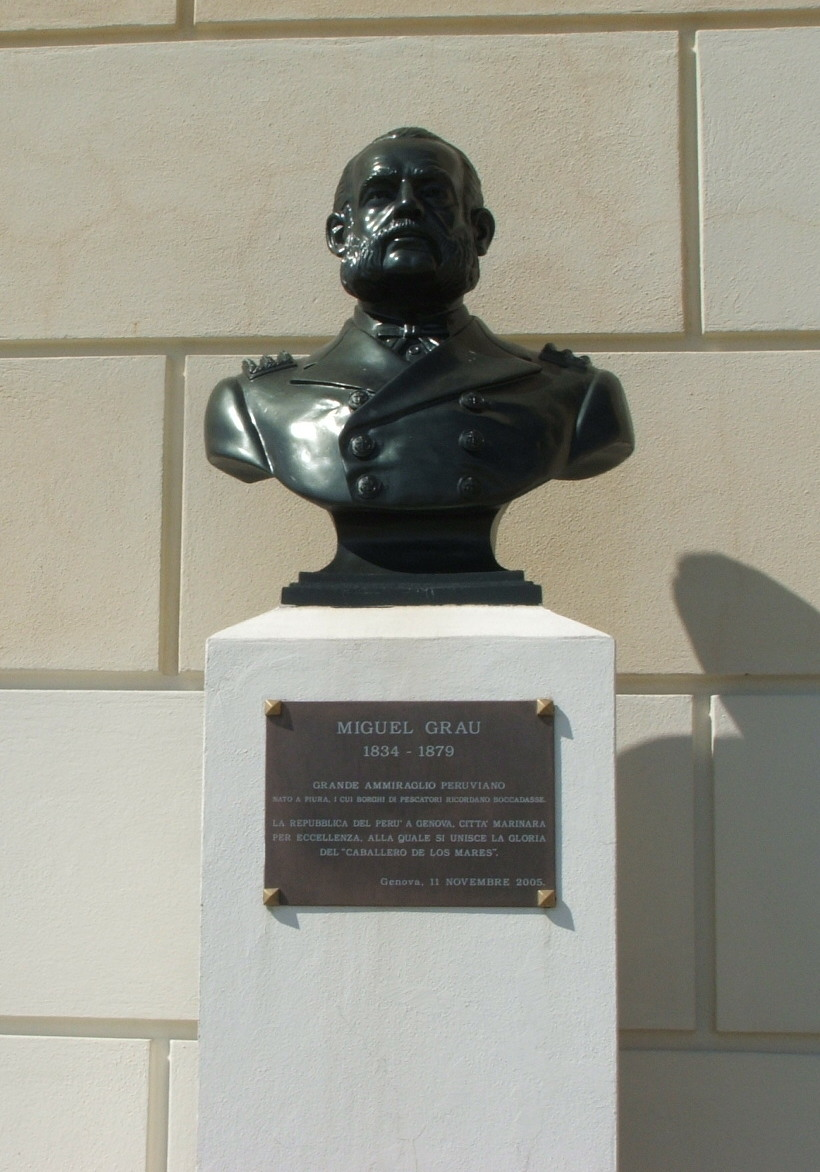
Бюст в итальянской Генуе (Боккадассе).